# Doliogethes melanops
Doliogethes melanops är en tvåvingeart som beskrevs av Hesse 1938. Doliogethes melanops ingår i släktet Doliogethes och familjen svävflugor. Inga underarter finns listade i Catalogue of Life.